# Рубаны (Брянская область)
Рубаны — посёлок в Красногорском районе Брянской области России. Входит в состав Колюдовского сельского поселения.

## География
Посёлок находится в западной части Брянской области, в зоне хвойно-широколиственных лесов, в пределах восточной окраины Полесской низменности, при автодороге 15К-1506, вблизи государственной границы с Белоруссией, на расстоянии примерно 19 километров (по прямой) к северо-западу от посёлка городского типа Красная Гора, административного центра района. Абсолютная высота — 153 метра над уровнем моря.

### Климат
Климат характеризуется как умеренно континентальный. Среднегодовая многолетняя температура воздуха составляет 10 °С. Средняя температура воздуха самого тёплого месяца (июля) — 23,9 °C (абсолютный максимум — 32 °C); самого холодного (января) — −3,8 °C (абсолютный минимум — −25 °C). Безморозный период длится в среднем 170—190 дней. Среднегодовое количество атмосферных осадков составляет 550—600 мм.

### Часовой пояс
Посёлок Рубаны, как и вся Брянская область, находится в часовой зоне МСК (московское время). Смещение применяемого времени относительно UTC составляет +3:00.

## История
В середине XX века - колхоз "3елёный гай". До 1959 в Николаевском сельсовете, в 1959-2005 в Кургановском сельсовете.

## Население
| 2010 | 2013 |
| ---- | ---- |
| 17   | ↘12  |

### Национальный состав
130 человек (1926), в национальной структуре населения русские составляли 98 % из 43 человек (2002).